# Raimon Blancafort Costas
Raimon Blancafort Costas   (Barcelona, 19 d'abril de 1951), conegut com a Raymond Blancafort, és un periodista especialitzat en els esports de motor i antic copilot de ral·lis català. Fent de copilot de Xavier Brugué quedà tercer en el Campionat d'Espanya de Ral·lis de 1972. Començà com a redactor en la revista Fórmula el 1974 i s'hi estigué fins al 1976. De 1975 a 1990 s'encarregà de la secció de motor del Mundo Deportivo i compaginà aquesta feina amb la de redactor a Solo Auto Actual (1987-1990). També ha col·laborat amb Motorauto i Auto-Hebdo.